# بوبي هاتشينسون
بوبي هاتشينسون (بالإنجليزية: Bobby Hutchinson)‏ هو لاعب كرة قدم بريطاني في مركز الوسط، ولد في 19 يونيو 1953 في غلاسكو في المملكة المتحدة. لعب مع نادي بريستول سيتي ونادي بلاكبول ونادي ترانمير روفرز ونادي دندي ونادي كارلايل يونايتد ونادي مانسفيلد تاون ونادي مونتروز لكرة القدم ونادي هيبرنيان ونادي والسول وويغان أتلتيك.